# 海岸法
海岸法（かいがんほう、昭和31年5月12日法律第101号）は、海岸の保護に関する日本の法律である。

## 構成
- 第1章 - 総則（1–4条）
- 第2章 - 海岸保全区域に関する管理（5–24条）
- 第3章 - 海岸保全区域に関する費用（25–37条）
- 第3章の2 - 海岸保全区域に関する管理等の特例（37条の2）
- 第3章の3 - 一般公共海岸区域に関する管理及び費用（37条の3–37条の8）
- 第4章 - 雑則（38–40条の5）
- 第5章 - 罰則（41–43条）
- 附則

## 目的
1956年、津波、高潮、波浪等による被害から海岸を防護することを目的に制定された。本法の制定当時においては、海岸のレジャー利用は規模も小さく、その頻度もほぼ夏場に限られていた状況であったが、時代を経るに従って、海岸法の枠で縛ることができない構造物の設置や大型四輪駆動車の乗り入れなどその規模が拡大し、また通年利用される場所も増加した。その状況を踏まえ、1999年、総合的な海岸管理制度を目指し、「海岸環境の整備と保全」「公衆の海岸の適正な利用」を追加した抜本的な内容に改正する。この改正で、ほぼ全ての海岸線に海岸管理者が置かれることになった。
海岸保全区域（2条）
海岸浸食等の被害から海岸を守るために、海岸法に基づき海岸管理者は海岸保全区域を指定する。海岸保全区域では堤防、突堤、護岸、胸壁、離岸堤等の施設が設置されるとともに、海岸の利用に際しては次項の海岸管理者の許可を要することもあることとなった。
海岸管理者（5条）
都道府県知事が指定した海岸保全区域では都道府県知事、海岸保全区域以外は地元市町村長が海岸管理者となる。海岸管理者は、海岸環境の保全や適正な利用のため、海岸への自動車の乗り入れなど一定の行為を制限または禁止することができる。
砂浜や海岸は「自然公物」で自由な利用が原則だが海岸管理者は規制を設けることができる。具体的にはアカウミガメの産卵や希少植物保護を目的とする規制がみられる。茨城県では2023年（令和5年）4月1日から大洗サンビーチ海水浴場への車両乗り入れを禁止することとしたが、利用客の安全対策を目的とする規制では初めてとなる。
国による直轄管理（37条の2）
国土保全上極めて重要であり、かつ、地理的条件及び社会的状況により、都道府県知事が管理することが著しく困難又は不適当な海岸で政令で指定したものに係る海岸保全区域の管理は、国（法文上は「主務大臣」、40条1項6号の規定により国土交通大臣が、主務大臣。）が海岸管理者となることされている。海岸法の一部を改正する法律（平成11年5月28日法律第54号）による改正で追加された規定である。なお、2022年現在、実際に指定されている海岸は、東京都小笠原村沖ノ鳥島の海岸のみである（事実上、沖ノ鳥島の保全のために追加した条文ともいえる）。

## 下位法令
- 海岸法施行令
- 海岸法第三十七条の二第一項の海岸を指定する政令
- 海岸法施行規則
- 海岸法の規定に基づく立入検査等の際に携帯する職員の身分を示す証明書の様式の特例に関する省令